# Renzo Pecchenino
Renzo Antonio Giovanni Pecchenino Raggi, noto anche con lo pseudonimo di Lukas (Ottone, 29 maggio 1934 – Viña del Mar, 7 febbraio 1988), è stato un disegnatore e caricaturista cileno di origine italiana, la cui opera è volta in particolare alla creazione di vignette di caricature, abitudini e politica, oltre che alla storia di Valparaíso nei secoli XIX e XX.

## Biografia
Pecchenino si stabilisce con la famiglia a Valparaíso all'età di un anno. Studia architettura nell'Università Cattolica della città, carriera che lascia dopo la morte del padre per dedicarsi al disegno e specialmente alle caricature.
Nel 1958 inizia a lavorare come caricaturista nel giornale La Unión de Valparaíso, dove comincia anche ad utilizzare lo pseudonimo di LUKAS.
Nell'aprile 1964 sposa María Teresa Lobos Koyck, con la quale ha cinque figli: Giulio, Antonella, Daniella, Renzo e Franco.
Nel 1966 comincia a disegnare per El Mercurio de Valparaíso, per passare poi a El Mercurio e La Segunda di Santiago. Ha realizzato lavori per pubblicazioni nazionali e straniere, per le Poste del Cile, e in campo pubblicitario e televisivo. Nel 1967 ha creato il suo personaggio più conosciuto, Don Memorario, che appare sulle pagine di El Mercurio, dove commentava gli eventi nazionali.
Nel 1981 ha ricevuto il Premio Nacional de Periodismo, e il 1º aprile 1987 la nazionalità cilena per grazia.
È deceduto l'anno seguente a causa di un cancro.

## Lukas e i vigili del fuoco di Valparaíso
Lukas ha riflesso nei suoi fumetti tutta l'ammirazione che aveva per i volontari del corpo dei vigili del fuoco di Valparaíso. È stato amico della Prima Compagnia Bomba Americana e della Sesta Compagnia Cristoforo Colombo. Il video Lukas e i vigili del fuoco di Valparaíso raccoglie alcuni dei suoi disegni che relaziona la città con i volontari e la storia di Valparaíso, nonché alcune delle fotografie che hanno dato origine alle sue vignette.

## Ideologia politica
Pecchenino ha lavorato fondamentalmente per giornali che avevano una linea editoriale di destra. Durante il periodo della dittatura militare, ha realizzato disegni che sostenevano il regime di Augusto Pinochet.
Il 7 novembre 1974 ha pubblicato una caricatura ne El Mercurio in cui si burlava del fatto che il corpo senza vita della militante del MIR Lumi Videla fosse finito nei cortili dell'ambasciata italiana.

## Fondazione, museo e piazzetta

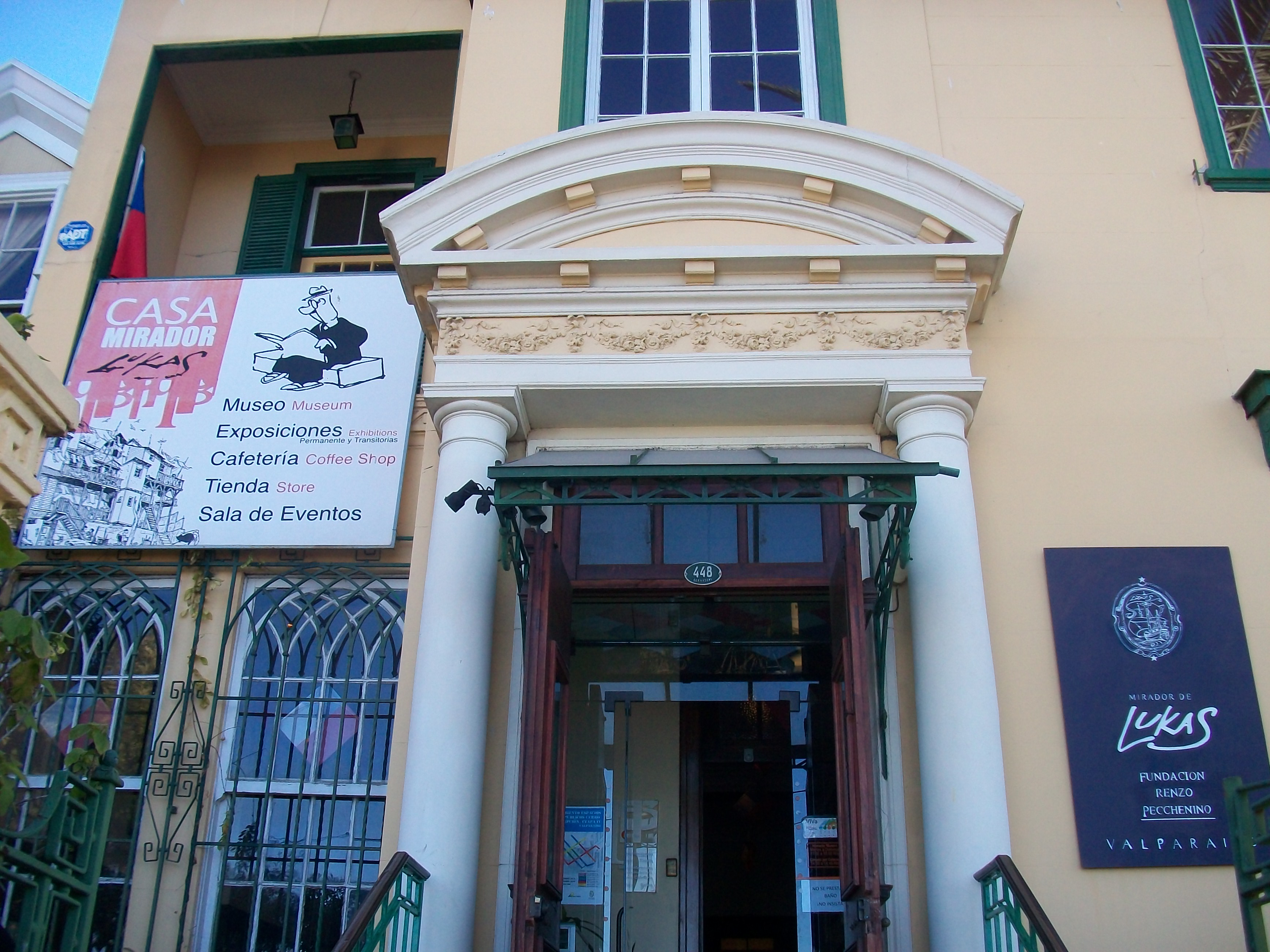
Casa Mirador Lukas, nel Cerro Concepción di Valparaíso

Dopo la morte di Lukas, la sua vedova, María Teresa Lobos, ha creato il 15 maggio 1989 la Fondazione Renzo Pecchenino, con lo scopo di proteggere e diffondere la sua opera.

## Galleria d'immagini

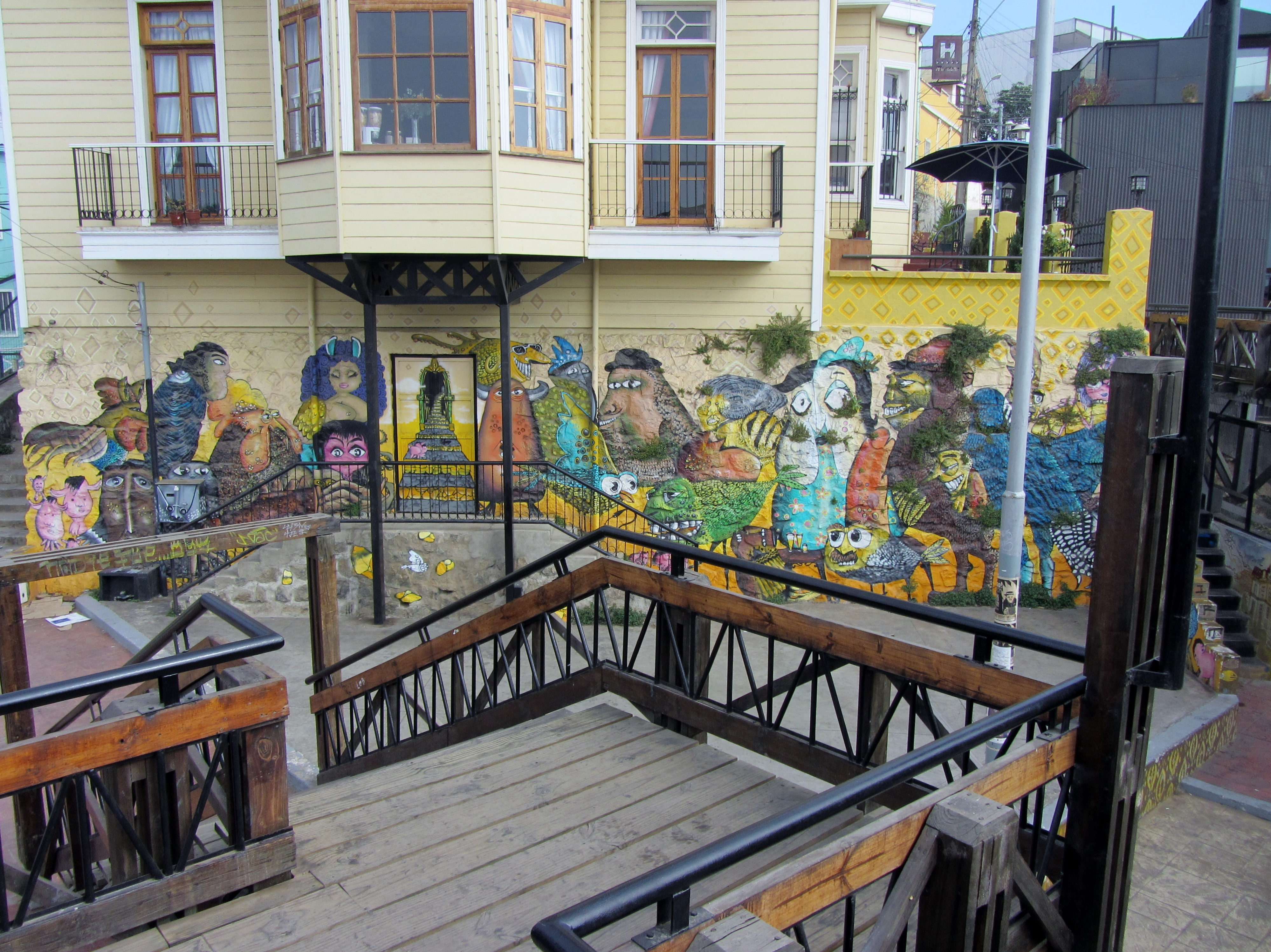
La gallada
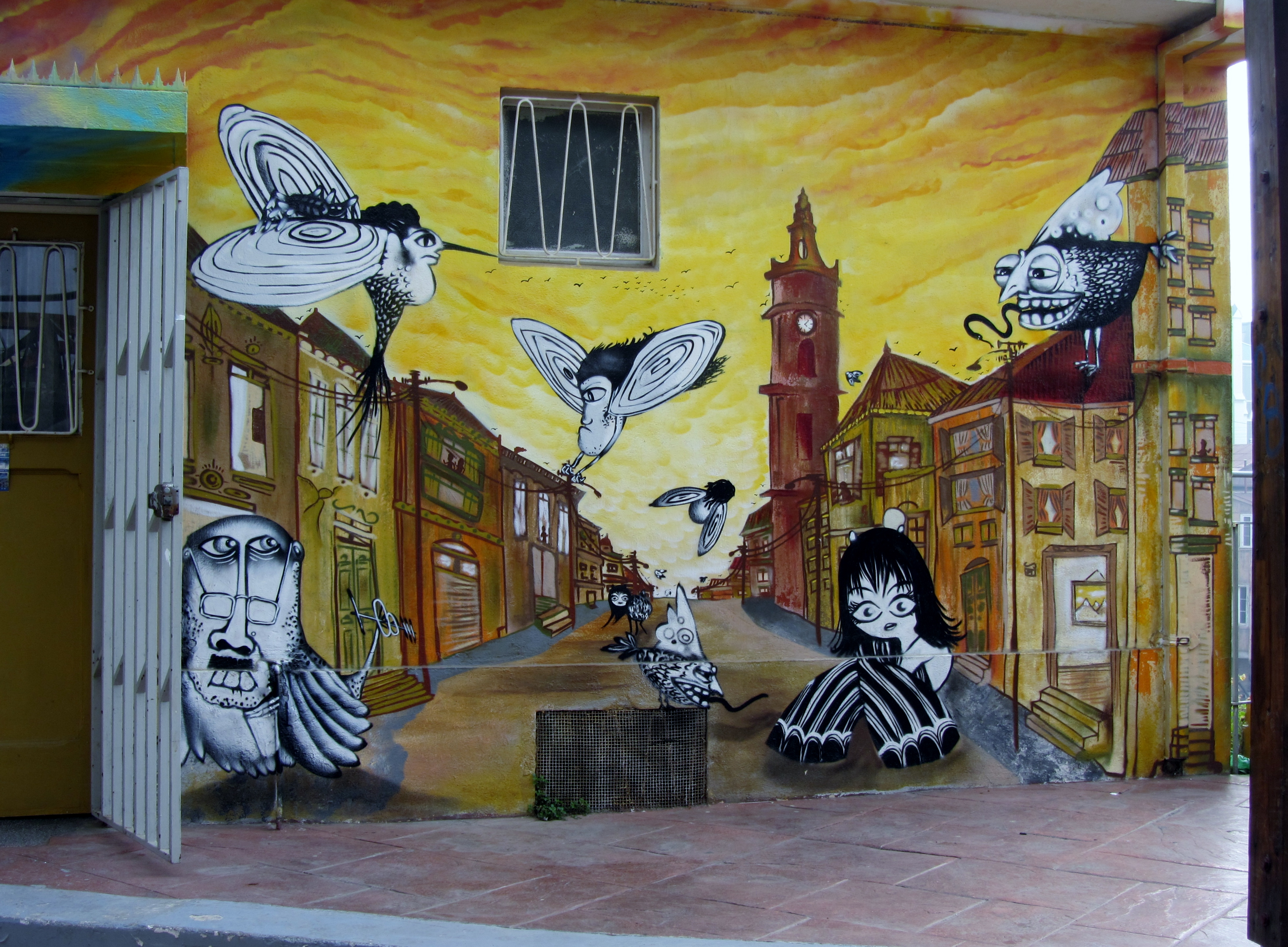
Plazoleta Lukas
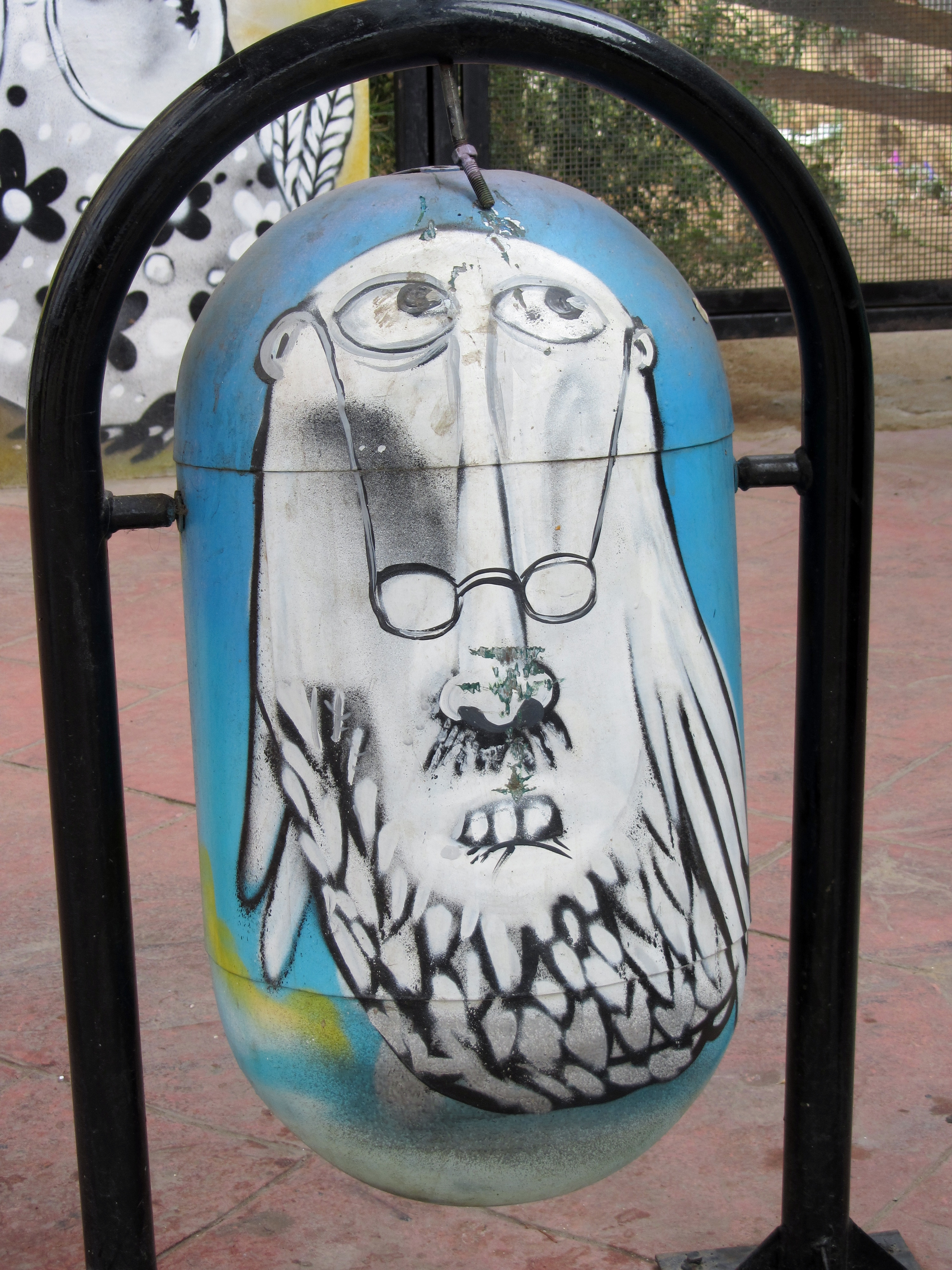
Pajarón
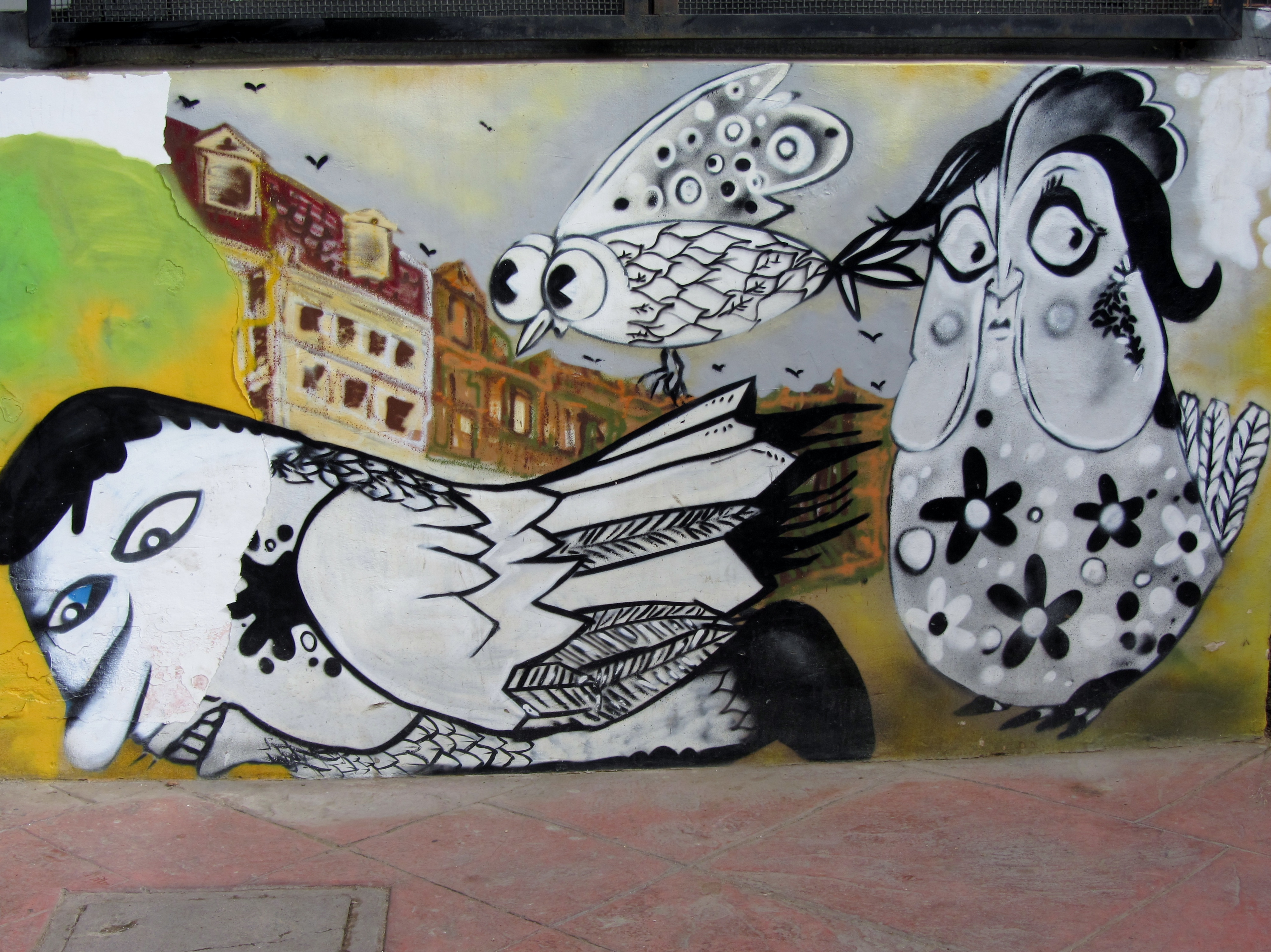
Gallo vaca, gallo sapo, gallo colipato
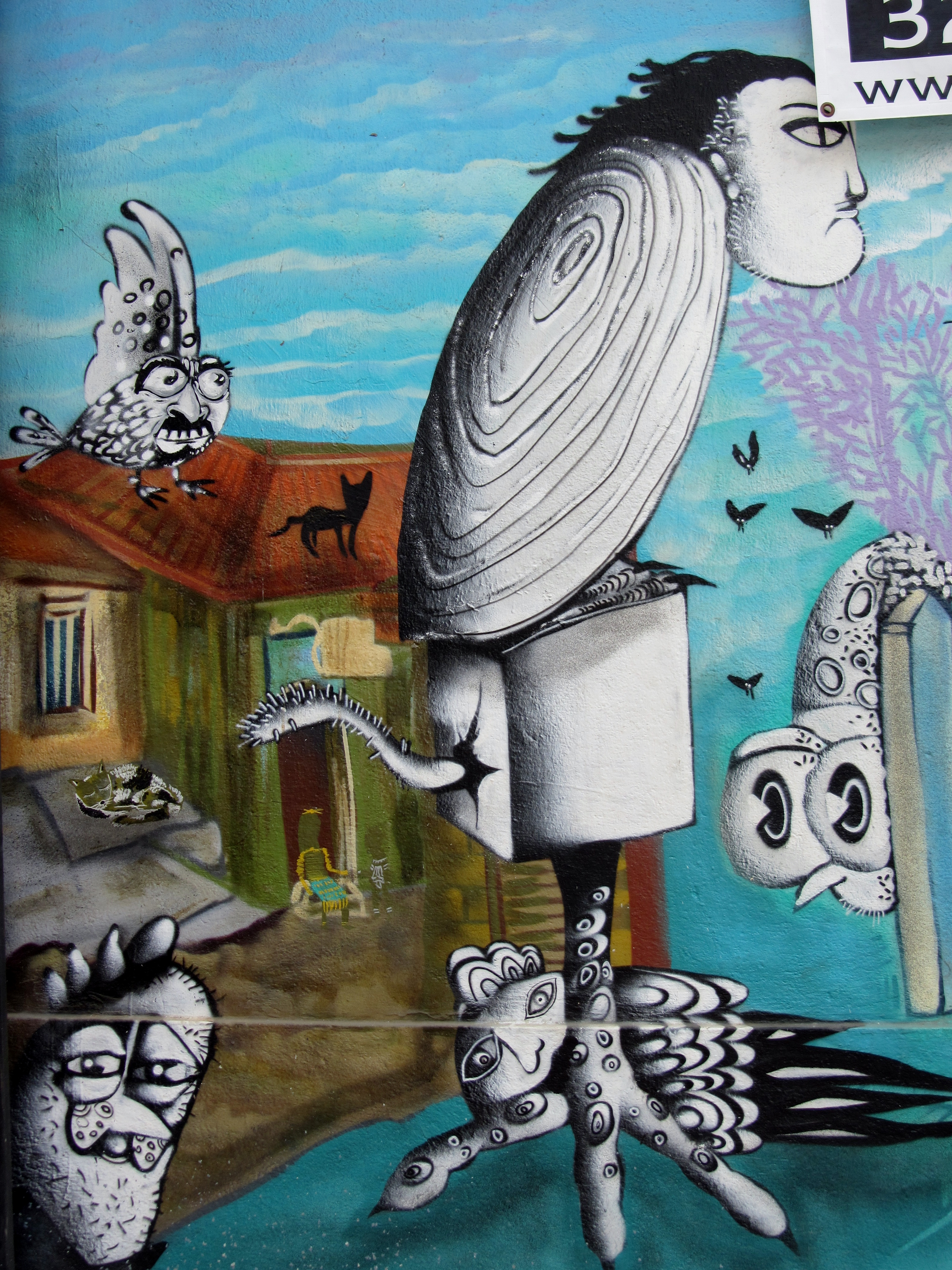
Senza titolo